# Suzuki Regina/G70
Der Suzuki Regina/G70 ist ein Prototyp der japanischen Suzuki Motor Corporation. Präsentiert wurde er erstmals auf der Tokyo Motor Show 2011. Ein Jahr später wurde das gleiche Modell erneut ausgestellt, diesmal unter der Bezeichnung G70 beim Genfer Auto-Salon. Die Bezeichnung basiert auf dem internen Spitznamen der Entwickler für das Projekt, dessen Ziel es war, ein Fahrzeug mit einem Ausstoß von weniger als 70 g CO2/km zu konstruieren.

## Technische Daten

### Motorisierung
Über Leistung und Zylinderzahl des 800 cm³ großen Otto-Motors mit Direkteinspritzung und Turbolader machte Suzuki keine näheren Angaben. Eine Start-Stopp-Automatik und regeneratives Bremsen, um die elektrischen Vorrichtungen zu versorgen, verringern den Verbrauch. Insgesamt erreicht das Fahrzeug einen Verbrauch (3,1 l auf 100 km) und Kohlendioxid-Ausstoß (<70 g/km), der auf ähnlichem Niveau der meisten gängigen Hybrid-Pkw liegt.

### Bauweise
Für die Effizienz des Fahrzeugs sorgen vor allem der konsequente Leichtbau und die stromlinienförmige Gestaltung der Karosserie. Laut dem Hersteller liegt der cw-Wert des Reginas mehr als 10 % unter dem aller anderen Suzuki in Produktion. Neben der sich verjüngenden Fahrzeugform und Linienführung halten ein spezielles Felgendesign, ein sehr kleiner Lufteinlass an der Front und schmale Kameras statt der üblichen Rückspiegel den Luftwiderstand gering.

### Innenausstattung
Die Innenausstattung des vollwertigen Viersitzers ist auf das äußere Grün abgestimmt. Neben Klima-Automatik und Navigation bot das Konzept Apple-Kompatibilität und Internetverbindung.

## Serienfertigung
Laut Suzuki sollte das Fahrzeug ein Beispiel für die zukünftige Richtung sein, die sich der Hersteller für das Segment vorstellt. 
Für Ende 2016 war eine Serie für den indischen Markt vorgesehen. Die Fahrzeuge wären bei Maruti Suzuki India gefertigt worden, mit dem Suzuki ein Joint-Venture unterhält. Der erwartete Preis wurde mit 425.000 bis 625.000 Rupien (etwa 5400 bis 8000 €) angegeben. Allerdings folgten der Ankündigung keine weiteren Bemühungen der Unternehmen.